# Polygala platycarpa
Polygala platycarpa är en jungfrulinsväxtart som beskrevs av George Bentham. Polygala platycarpa ingår i släktet jungfrulinssläktet, och familjen jungfrulinsväxter. Inga underarter finns listade i Catalogue of Life.